# Hampe de drapeau de Raghadan

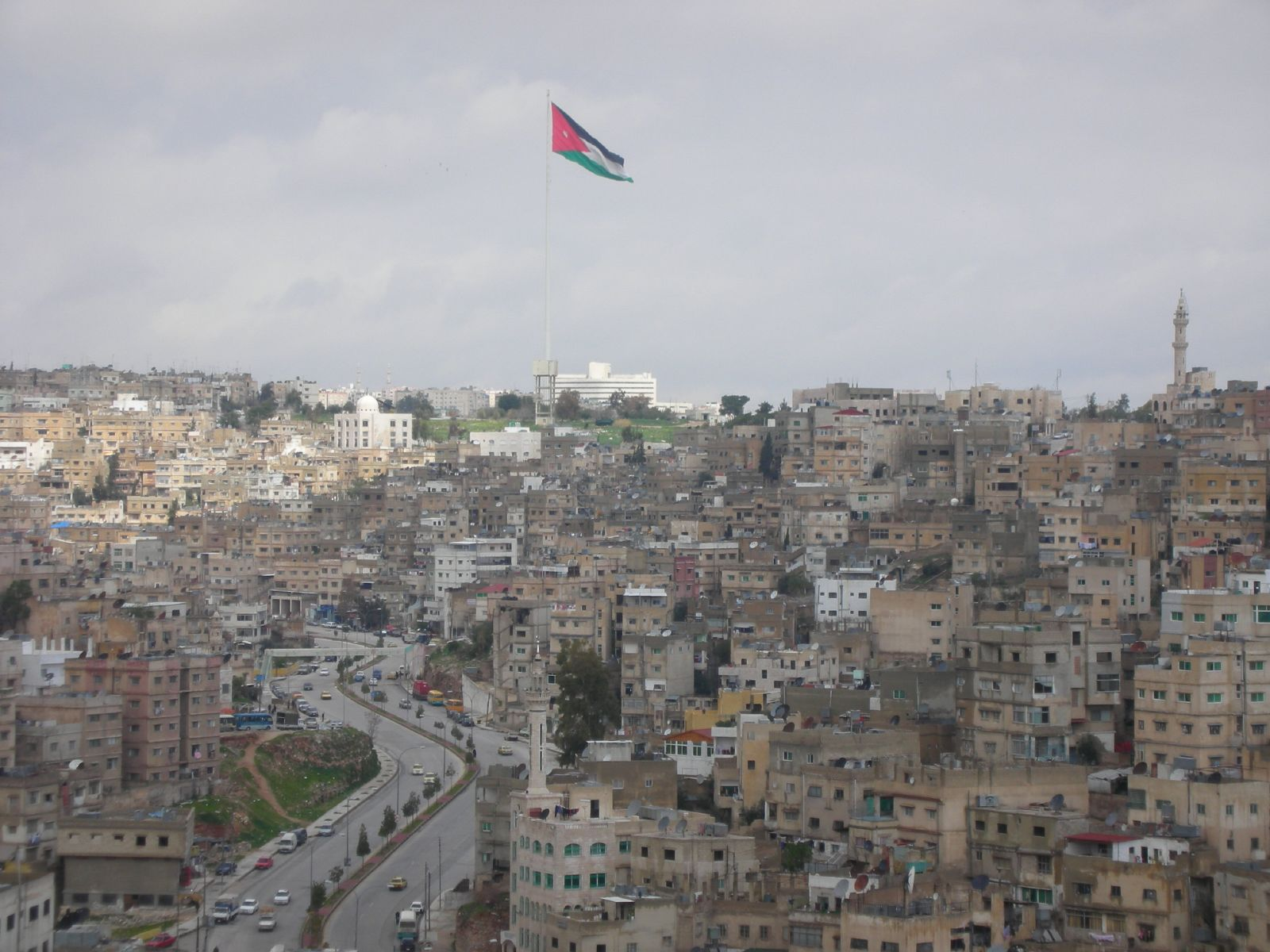
Vue de la hampe de drapeau de Raghadan.

La hampe de drapeau de Raghadan est un mât de drapeau d'une hauteur de 126 mètres situé à Amman, capitale de la Jordanie. Construite en acier, elle est érigée devant le palais de Raghadan de la résidence royale d'Al-Maquar (en). Le drapeau de la Jordanie y fut officiellement hissé le 10 juin 2003. Elle fut quelque temps la plus haute hampe de drapeau du monde. Elle est visible depuis toute la ville d'Amman et jusqu'à une distance de 20 kilomètres. La nuit, la hampe est éclairée. Elle a également été conçue pour résister aux séismes et aux intempéries.
Cette hampe a battu le précédent record mondial de hauteur que la hampe d'Abou Dabi détenait depuis 2001. Elle la dépasse de 3,8 mètres. En 2004, la hampe de drapeau de Raghadan perd son record au profit de la hampe de drapeau d'Aqaba, également située en Jordanie.